# 스웨디시 헤어

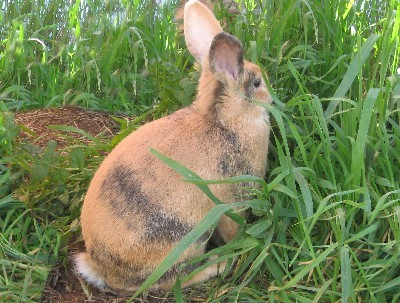

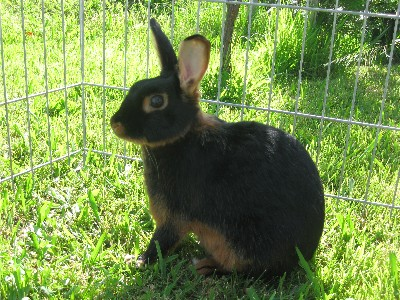

스웨디시 헤어(Swedish Hare)는 2008년 스웨덴에서 개량된 뛰어난 도약 능력을 보이는 집토끼 종이다. 동시에 이와는 별개로 엘핀(Elfin)종은 미국에서 개량되고 있으며 이 종 또한 도약을 보이는 토끼의 인기에 따른 것이다. 단색에서부터 얼룩이 있는 무늬까지 다양성을 보이지만 털색과 무늬는 도약 능력에 영향을 주지 않는다.